# John Podhoretz
John Mordecai Podhoretz (* 18. April 1961 in New York City) ist ein US-amerikanischer konservativer Publizist und ehemaliger Redenschreiber.

## Leben
John Podhoretz wurde als Sohn der konservativen Publizisten Norman Podhoretz und Midge Decter geboren. Er wuchs im New Yorker Stadtviertel Upper West Side auf und besuchte die Columbia Grammar & Preparatory School. Danach studierte er an der University of Chicago. Podhoretz war Redenschreiber für die US-Präsidenten Ronald Reagan und George H. W. Bush. Für die Fernsehserie The West Wing – Im Zentrum der Macht war er als Berater tätig. Er schrieb unter anderem für National Review, The Weekly Standard, U.S. News & World Report, New York Post, Time und The Washington Times. Außerdem war er politischer Kommentator bei Fox News und CNN. Podhoretz ist Herausgeber der Monatszeitschrift Commentary. Er ist verheiratet und hat drei Kinder.

## Auszeichnungen
- 1990: JC Penney–Missouri Journalism Award

## Schriften (Auswahl)
- Hell of a Ride: Backstage at the White House Follies 1989–1993. Simon & Schuster, New York (NY) 1993, ISBN 0-671-79648-8.
- A Passion for Truth: The Selected Writings of Eric Breindel. HarperCollins Publishers. New York (NY) 1993, ISBN 0-671-79648-8.
- Bush Country: How Dubya Became a Great President While Driving Liberals Insane. St. Martin’s Press, New York (NY) 2004, ISBN 0-312-32473-1.
- Can She Be Stopped? Hillary Clinton Will Be the Next President of the United States Unless.... Crown Forum, New York (NY) 2007, ISBN 0-307-33730-8.